# Внешняя политика Панамы
Внешняя политика Панамы — общий курс Панамы в международных делах. Внешняя политика регулирует отношения Панамы с другими государствами. Реализацией этой политики занимается министерство иностранных дел Панамы.

## История
Стратегическое расположение Панамы, традиционное доминирование в экономике и политической повестке дня Панамского канала, а также сильное влияние, оказываемое Соединёнными Штатами Америки на протяжении большей части независимой истории страны, в совокупности усиливают важность внешней политики в политической жизни страны. После подписания договора Хэя—Эррана в 1903 году и до ратификации договора Торрихоса-Картера в 1978 году, главной задачей Панамы, как на национальном, так и на международном уровнях, было достижение суверенитета над зоной канала и контроль над самим каналом. Будучи преисполненной решимости добиться суверенитета над всей своей национальной территорией, но осознавая ограничения, связанные с её слабостью по сравнению с Соединёнными Штатами, Панама обращалась за поддержкой к другим странам, особенно на многосторонних форумах, в своих усилиях по пересмотру договоров о каналах. Преследуя эту цель, Панама приобрела международную известность, намного большую, чем у большинства стран аналогичного размера.
Традиционно все другие вопросы внешней политики были подчинены озабоченности Панамы проблемой канала. Вторичный акцент был сделан на коммерческих интересах в отношениях с другими странами. Транспортные возможности для международной торговли, такие как свободная зона Колона, международные банковские операции и судоходство, были центральными факторами внешнеэкономических связей Панамы. В 1980-х годах проблема растущего внешнего долга также стала объектом повышенного внимания и озабоченности правительства.
Опыт и известность, приобретенные в результате длительных усилий по получению международной поддержки позиции Панамы в переговорах по каналу, были перенесены на годы, прошедшие после подписания новых договоров, что подтверждается ролью Панамы в гражданской войне в Никарагуа в 1978-79 годах и её участие в Контадорском мирном процессе. Панама также пыталась, с ограниченным успехом, обращаться к странам Латинской Америки и третьего мира, которые поддерживали её позиции по пересмотру договоров о статусе Панамского канала, чтобы заручиться поддержкой в последующих спорах с Соединёнными Штатами. Хотя внешнеполитические проблемы не были столь доминирующими в 1980-х годах, как в предыдущие десятилетия, они занимали первостепенное значение для правительства Панамы и по-прежнему были сосредоточены на отношениях с Соединёнными Штатами.